# Désarmes
Désarmes är en ort i Haiti.   Den ligger i departementet Artibonite, i den centrala delen av landet, 50 km norr om huvudstaden Port-au-Prince. Désarmes ligger 68 meter över havet och antalet invånare är 15 594.
Terrängen runt Désarmes är varierad. Runt Désarmes är det ganska tätbefolkat, med 144 invånare per kvadratkilometer. Närmaste större samhälle är Petite Rivière de l'Artibonite, 18,8 km nordväst om Désarmes. Trakten runt Désarmes består till största delen av jordbruksmark.